# Charlie Martin (Entertainer)

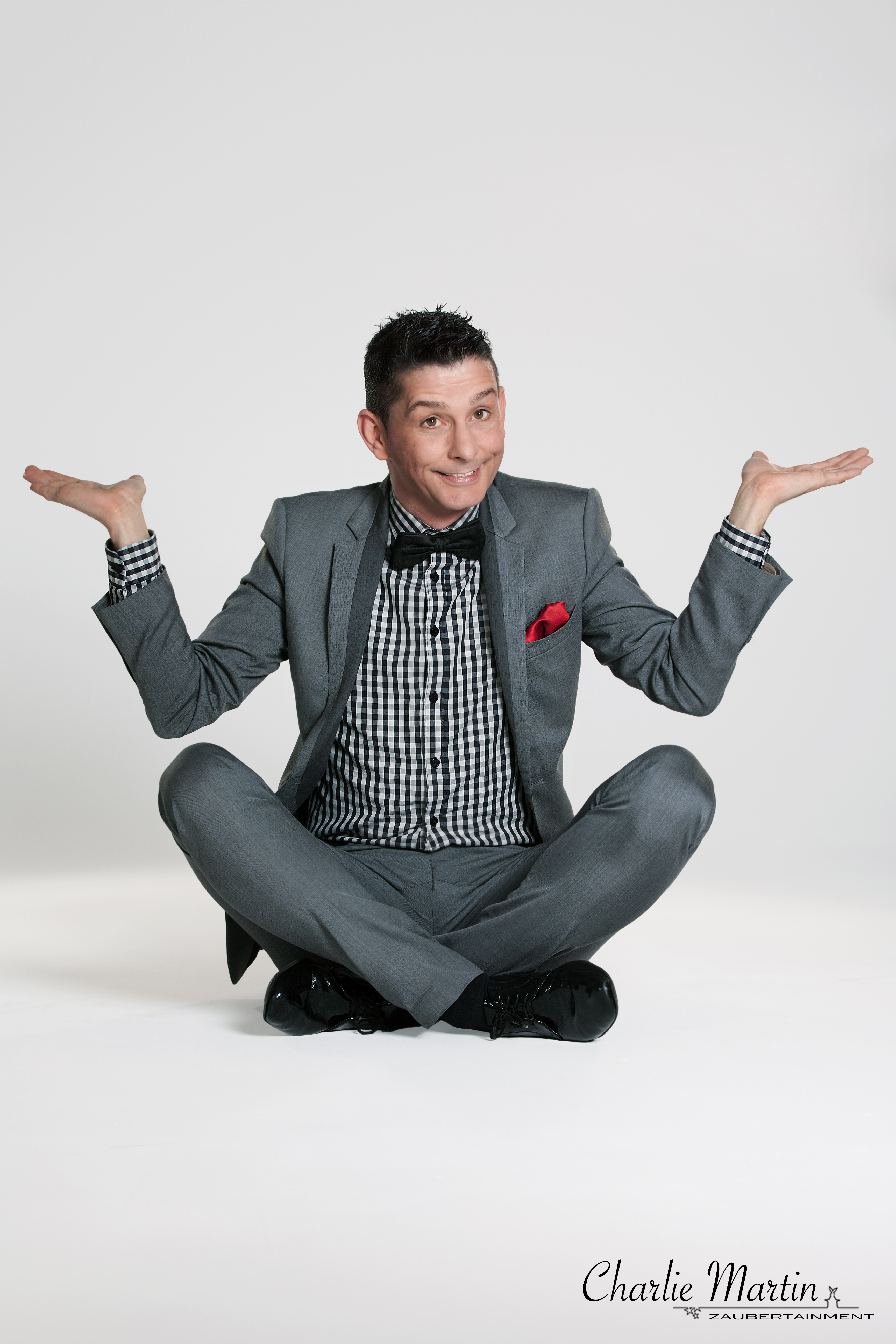
Charlie Martin

Charlie Martin (* 22. Juli 1972 in Emmerich) ist ein deutscher Zauberkünstler, Moderator und Entertainer.

## Frühe Karriere
Nach eigenen Aussagen begann Charlie Martin 1989 mit der Zauberei, nachdem er auf einem Festival von einem Zauberkünstler in die ersten Geheimnisse eingeweiht worden war. 1992 belegte er als 19-Jähriger – und damit jüngster – Teilnehmer der Fernsehsendung Showmaster den dritten Platz.
Seit 1999 ist er „Hauszauberer“ des Apollo Varietés in Düsseldorf. Auch im Imagefilm der Stadt ist er kurz zu sehen.

## Engagements
Martin hatte Engagements im Witzigmann Palazzo in München, Frankfurt und in Köln, sowie im Dinnerzelt panem et circenses des Circus Roncalli am Jagdhaus Schellenberg. Er trat im Culture Club der Jazz-Schmiede in Düsseldorf und als Moderator beim Christopher Street Day in Düsseldorf auf.

## Auszeichnungen
Im Juni 1998 gewann er den Publikumspreis im Schmidt Theater in Hamburg im Rahmen einer Nachwuchsshow und den ersten Preis im Rahmen einer öffentlichen Veranstaltung des Phantasialandes.

## Varieté Auftritte
Seither trat er in vielen deutschen Varietés als Zauberkünstler, Entertainer oder Conférencier auf, so etwa im Friedrichsbau Varieté Stuttgart, Pegasus Varieté Bensheim, Starklub Variete Kassel, Krystallpalast Varieté Leipzig, et cetera Varieté Bochum.

## Programme
2010 stellte Charlie Martin sein erstes Solo-Programm Zaubertainment zusammen. 2012 folgte die abendfüllende Show All that Variety, in der Martin mit Komikern, Artisten und einem Chansonnier zusammenarbeitete. Das Programm Hautnah von 2014 soll einen direkten Kontakt zwischen Zuschauer und Künstler ermöglichen.